# Idaea associata
Idaea associata là một loài bướm đêm trong họ Geometridae.